# Vlasmarkt (Gent)
De Vlasmarkt is een plein in de binnenstad van de Belgische stad Gent. De Vlasmarkt bevindt zich tussen de Sint-Jacobsnieuwstraat en de Sint-Jacobskerk.

## Gentse Feesten
Tijdens de Gentse Feesten is dit steevast het plein dat als laatste stopt met de muziek. Daardoor is het vaak nog druk in de vroege uren.